# بدر العيسى
د.بدر العيسى ، (1953)، وزير التربية والتعليم العالي الكويتي السابق (2014 2017).

## عن حياته
ولد الدكتور بدر حمد عبد اللطيف العيسى في الكويت وتحديدا في منطقة القبلة في (9 مارس 1953)، ودرس جميع مراحله الدراسية في مدارس الكويت، حتي تخرج من الثانوية العامة، وأتجه الي دراسة الطيران المدني إلا أنه غير رغبته وذهب الي جمهورية مصر العربية - جامعة حلوان، وحصل علي البكالوريوس في العمل الاجتماعي عام عام 1978 ، ثم أكمل دراسته الاكاديمية وحصل علي درجة الماجستير في العمل الاجتماعي في جامعة تولين الأميركية عام 1980.

## السيرة الذاتية
- درجة الدكتوراه (العمل الاجتماعي) من جامعة منسونيا - أمريكا عام 1985.
- درجة الماجستير في العمل الاجتماعي من جامعة تولين - أمريكا عام 1980.
- درجة البكالوريوس في العمل الاجتماعي - جامعة حلوان - جمهورية مصر العربية عام 1978 .
- رئيس قسم الاجتماع والخدمة الاجتماعية أستاذ مساعد في العمل الاجتماعي جامعة الكويت 2003 - 2005 .
- تطوير المناهج العلمية اعداد الميزانية تعيين اساتذة واداريين ترقية وتجديد تعيين أعضاء هيئة التدريس اعداد برامج *ماجستير لتخصص الاجتماع التحضير لمؤتمرات القسم الاشراف على برنامج الاعتماد الأكاديمي.
- تحضير لجنة الاعداد لمركز رعاية الأسرة والطفولة في كلية العلوم الاجتماعية 2003 - 2004.
- رئيس فريق الاعداد لانشاء قسم مستقل للعمل الاجتماعي في جامعة الكويت والتحضير لبرنامج الاعتماد الأكاديمي من قبل هيئة تعليم العمل الاجتماعي في أمريكا 2002.
- رئيس شعبة العمل الاجتماعي - قسم الاجتماع والخدمة الاجتماعية - جامعة الكويت 2001 - 2002.
- عضو لجنة الفقر على مستوى الدول العربية ممثلا عن دولة الكويت في جامعة الدول العربية 2002.
- عضو هيئة المستشاريين لمجلة العرب للانسانيات - جامعة الكويت 1999 - 2001 .
- عضو هيئة المستشاريين لمجلة العلوم الإنسانية والاجتماعية - الجامعة الأمريكية - أمريكا 1997 - 1999.
- مستشار بوزارة الشئون الاجتماعية والعمل - دولة الكويت 1995 - 1997 .
- مستشار بوزارة العدل - دولة الكويت 1995 - 1996.
- مستشار المجلس الأعلى للتخطيط - دولة الكويت 1992 - 1994.
- عضو لجنة التثقيف والطب الرياضي الهيئة العامة للشباب والرياضة - دولة الكويت 1992 - 1993.
- مستشار بالديوان الأميري - مكتب الإنماء الاجتماعي - دولة الكويت 1992 - 1993.
- مدرس لقسم العمل الاجتماعي جامعة الامارات العربية المتحدة - العين 1990 - 1991.
- عضو لجنة البحث لاختيار عميد كلية الآداب - جامعة الكويت 1988 - 1989.

## وصلات خارجية
- لقاء «د. بدر العيسى» وزير التربية ووزير التعليم العالي السابق في برنامج (سراي) عبر قناة المجلس
- موقع وزارة التربية